# Mound Valley
Mound Valley és una població dels Estats Units a l'estat de Kansas. Segons el cens del 2000 tenia 418 habitants.

## Demografia
Segons el cens del 2000, Mound Valley tenia 418 habitants, 168 habitatges, i 115 famílies. La densitat de població era de 244,5 habitants/km².
Dels 168 habitatges en un 35,1% hi vivien nens de menys de 18 anys, en un 52,4% hi vivien parelles casades, en un 11,9% dones solteres, i en un 31,5% no eren unitats familiars. En el 30,4% dels habitatges hi vivien persones soles el 16,7% de les quals corresponia a persones de 65 anys o més que vivien soles. El nombre mitjà de persones vivint en cada habitatge era de 2,49 i el nombre mitjà de persones que vivien en cada família era de 3,05.
Per edats la població es repartia de la següent manera: un 27,5% tenia menys de 18 anys, un 10,5% entre 18 i 24, un 27,3% entre 25 i 44, un 21,5% de 45 a 60 i un 13,2% 65 anys o més.
L'edat mediana era de 36 anys. Per cada 100 dones de 18 o més anys hi havia 83,6 homes.
La renda mediana per habitatge era de 23.542 $ i la renda mediana per família de 35.481 $. Els homes tenien una renda mediana de 21.488 $ mentre que les dones 13.958 $. La renda per capita de la població era d'11.252 $. Entorn del 21,5% de les famílies i el 24,1% de la població estaven per davall del llindar de pobresa.

## Poblacions més properes
El següent diagrama mostra les poblacions més properes.